# Balázs Hidvéghi
Balázs Hidvéghi (ur. 28 listopada 1970 w Budapeszcie) – węgierski polityk, poseł do Zgromadzenia Narodowego i eurodeputowany VII i IX kadencji.

## Życiorys
Ukończył w 1995 filologię angielską i węgierską na wydziale nauk humanistycznych Uniwersytetu im. Loránda Eötvösa w Budapeszcie. W 2005 na Uniwersytecie Roberta Schumana uzyskał francuski dyplom DEA. W latach 1994–1996 pracował jako nauczyciel, następnie był zatrudniony w organizacji pozarządowej CIVITAS (1997–2000) i w Radzie Europy (2001–2004).
Zaangażował się w działalność polityczną w ramach Fideszu. Był współpracownikiem Józsefa Szájera i doradcą politycznym węgierskich europosłów w Parlamencie Europejskim (2004–2007). Od 2008 do 2010 pełnił funkcję zastępcy szefa kampanii wyborczych Fideszu. Po zwycięstwie centroprawicy w wyborach krajowych w 2010 objął urząd zastępcy sekretarza stanu w ministerstwie gospodarki narodowej, który sprawował do 2012. W 2013 objął ponownie stanowisko w strukturach partyjnych jako wicedyrektor ds. diaspory, a także przejął mandat posła do Zgromadzenia Narodowego, sprawując go do końca kadencji w 2014. W tym samym roku na kilka miesięcy został deputowanym do Parlamentu Europejskiego, w którym zastąpił Erika Bánkiego. Mandat eurodeputowanego uzyskał na IX kadencję PE w wyniku wyborów w 2019.